# بنیاد امید ایرانیان

نشانواره بنیاد

بنیاد امید ایرانیان یکی از نهادهای غیردولتی ایران است که ریاست آن را محمدرضا عارف بر عهده دارد.
این بنیاد در اوایل سال ۸۸ تأسیس شد و شورای عالی، هیئت مدیره و برخی کمیته‌های فرهنگی - اقتصادی این بنیاد تشکیل شده‌است. بنیاد امید ایرانیان در تابستان ۱۳۹۲ وارد فصل جدیدی شد و فعالیت آن افزایش یافت.
جعفر توفیقی، حمیده مروج، علی رسولی محلاتی، مسعود نمازی، حجت‌الله روحی و فرشید گلزاده از گردانندگان بنیاد امید ایرانیان هستند.
شاخه جوانان بنیاد امید در سال ۱۳۹۲، فعالیت خود را آغاز کرد بابک بهادری ، فاطمه سادات حسنی، سعید فراهانی، ارس شیخی، محمد نظیفی، علیرضا کامرانیان‌فر و امین حسینی از پایه‌گذاران شاخه جوانان بنیاد امید ایرانیان بوده‌اند. این بنیاد در زمینه‌های علمی، فرهنگی و اجتماعی فعالیت دارد.